# يقرون أنداماني
يقرون أنداماني (الاسم العلمي: Cerithidea andamanensis) هو نوع من الحيوانات يتبع جنس اليقرون من الفصيلة اليقرونية. سمي هذا النوع نسبةً إلى جزر أندامان في الهند.